# Luís Correia de França e Amaral
Luís Correia da França e Amaral (1725 — 1808) foi um poeta arcádico que usou o nome de Milizeo Cylenio.
- Idylios moraes, que sobre as quatro estações do anno compoz Milizeo Cylenio (...), Lisboa, 1783, na Biblioteca Nacional de Portugal